# Gran Premi del Pacífic del 1995
Resultats del Gran Premi del Pacífic de Fórmula 1 de la temporada 1995, disputat al circuit d'Aida el 22 d'octubre del 1995.

## Resultats
| Posició | Número | Pilot                    | Equip                 | Voltes | Temps/ retirada | Posició de sortida | Punts |
| ------- | ------ | ------------------------ | --------------------- | ------ | --------------- | ------------------ | ----- |
| 1       | 1      | Michael Schumacher       | Benetton - Renault    | 83     | 1h 48' 50. 0    | 3                  | 10    |
| 2       | 6      | David Coulthard          | Williams - Renault    | 83     | + 14.92 s       | 1                  | 6     |
| 3       | 5      | Damon Hill               | Williams - Renault    | 83     | + 48.333 s      | 2                  | 4     |
| 4       | 28     | Gerhard Berger           | Ferrari               | 82     | + 1 Volta       | 5                  | 3     |
| 5       | 27     | Jean Alesi               | Ferrari               | 82     | + 1 Volta       | 4                  | 2     |
| 6       | 2      | Johnny Herbert           | Benetton - Renault    | 82     | + 1 Volta       | 7                  | 1     |
| 7       | 30     | Heinz-Harald Frentzen    | Sauber - Ford         | 82     | + 1 Volta       | 8                  |       |
| 8       | 26     | Olivier Panis            | Prost - Mugen - Honda | 81     | + 2 Voltes      | 9                  |       |
| 9       | 7      | Mark Blundell            | McLaren - Mercedes    | 81     | + 2 Voltes      | 10                 |       |
| 10      | 8      | Jan Magnussen            | McLaren - Mercedes    | 81     | + 2 Voltes      | 12                 |       |
| 11      | 15     | Eddie Irvine             | Jordan - Peugeot      | 81     | + 2 Voltes      | 6                  |       |
| 12      | 4      | Mika Salo                | Tyrrell - Yamaha      | 80     | + 3 Voltes      | 18                 |       |
| 13      | 23     | Pedro Lamy               | Minardi - Ford        | 80     | + 3 Voltes      | 14                 |       |
| 14      | 3      | Ukyo Katayama            | Tyrrell - Yamaha      | 80     | + 3 Voltes      | 17                 |       |
| 15      | 24     | Luca Badoer              | Minardi - Ford        | 80     | + 3 Voltes      | 16                 |       |
| 16      | 22     | Roberto Moreno           | Forti F1 - Ford       | 78     | + 5 Voltes      | 22                 |       |
| 17      | 21     | Pedro Diniz              | Forti F1 - Ford       | 77     | + 6 Voltes      | 21                 |       |
| Ret     | 14     | Rubens Barrichello       | Jordan - Peugeot      | 67     | Part elèctrica  | 11                 |       |
| Ret     | 9      | Gianni Morbidelli        | Footwork - Hart       | 63     | Motor           | 19                 |       |
| Ret     | 10     | Taki Inoue               | Footwork - Hart       | 38     | Part elèctrica  | 20                 |       |
| Ret     | 17     | Andrea Montermini        | Pacific - Ilmor       | 14     | Caixa canvi     | 23                 |       |
| Ret     | 25     | Aguri Suzuki             | Prost - Mugen - Honda | 10     | Accident        | 13                 |       |
| Ret     | 29     | Jean-Christophe Boullion | Sauber - Ford         | 7      | Accident        | 15                 |       |

## Altres
- Pole: David Coulthard 1' 14. 013
- Volta ràpida: Michael Schumacher 1' 16. 374 (a la volta 40)